# Mitsubishi Space Star (2012)
La Mitsubishi Space Star è un'autovettura compatta prodotta dalla casa automobilistica giapponese Mitsubishi Motors dal 2012 al 2025.

## Descrizione

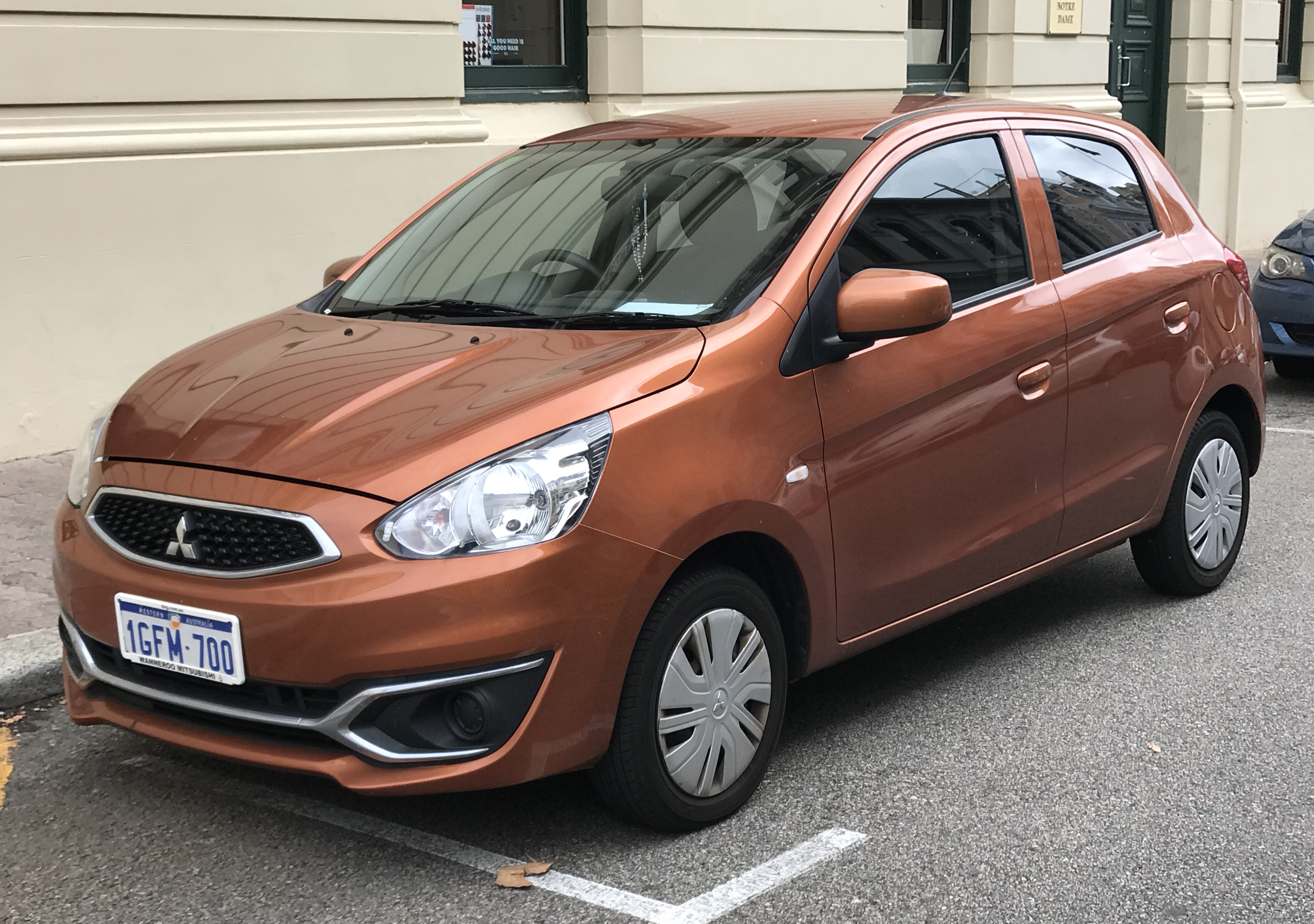
Space Star Restyling 2016

La concept car della nuova "Space Star" è stata presentata nella primavera del 2011 al Salone di Ginevra. Il modello di serie è stato presentato nel 2011 al salone di Tokyo con il nome di Mirage, mentre la versione europea chiamata invece Space Star ha debuttato nell'autunno del 2012 al Salone di Parigi.
La versione di serie a livello commerciale ha esordito dapprima sul mercato tailandese il 28 marzo 2012. Il modello, che nel resto del mondo si chiama Mirage, viene
venduta in alcune aree dell'Europa con il nome di Space Star, a causa dei diritti legali
relativi all'utilizzo del nome Mirage.
Viene costruita nella zona industriale di Laem Chabang a Chonburi in Thailandia ed è stata introdotta sul mercato europeo a febbraio 2013. All'inizio del 2012 sono iniziate la produzione e le vendite per il mercato asiatico. La Space Star è
disponibile in Europa dalla primavera del 2013. 
La Space Star ha una lunghezza compresa tra 3,71 m e i 3,80 m e ha un raggio di sterzata di 9,2 m. Il carico utile è di circa 400 kg e il volume del bagagliaio è di 235 litri, mentre con lo schienale ribaltato arriva a 912 litri.

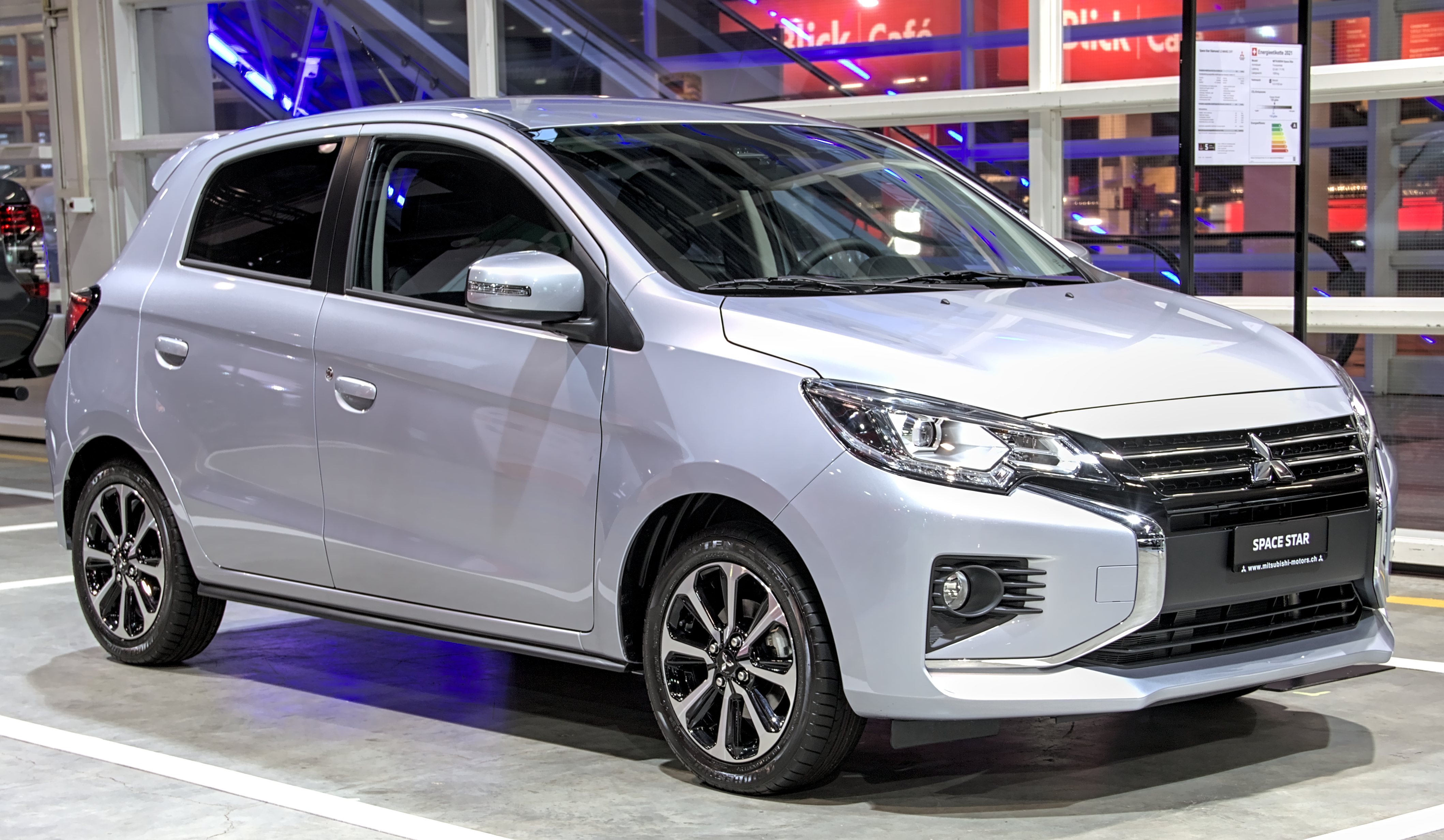
Space Star Restyling 2019

Nei crash test Euro NCAP effettuati nel 2013 ha ottenuto quattro stelle su cinque. Ha ricevuto il 90% dei punti massimi possibili per la valutazione sulla sicurezza degli occupanti adulti e il 72% per la sicurezza degli occupanti bambini. Nella protezione dei pedoni ha ricevuto il 73% del punteggio.
La Space Star è alimentata da due motori a benzina aspirati a tre cilindri con cilindrata di 1,0 e 1,2 litri,
che producono rispettivamente 52 kW (71 CV) e 59 kW (80 CV). Entrambe le versioni sono dotate ad un cambio
manuale a 5 marce. Il motore da 1,2 litri può anche essere abbinato in opzione a un cambio automatico CVT a variazioni continua. La versione più potente con il 1,2 litri accelera da 0 a 100 km/h in 11,7 secondi, arrivando a toccare una velocità massima di 180 km/h.
La Space Star ha subito durante la sua carriera due restyling, uno nella primavera del 2016 e un altro a novembre 2019.
Dalla vettura è stata derivata una versione per le competizioni, la Mitsubishi R5.